# 映画会社の一覧
以下は、現存する世界の映画会社の一覧。会社の実体を持たない部門やブランドなども含まれる。

## アメリカ
- ウォルト・ディズニー・スタジオ（ウォルト・ディズニー・カンパニー）
  - ウォルト・ディズニー・アニメーション・スタジオ
  - ウォルト・ディズニー・ピクチャーズ
  - ディズニーネイチャー
  - タッチストーン・ピクチャーズ
  - ピクサー・アニメーション・スタジオ
  - ルーカスフィルム
  - マーベル・スタジオ
  - 20世紀スタジオ
    - 20世紀アニメーション
    - 20デジタル・スタジオ
    - サーチライト・ピクチャーズ

- ソニー・ピクチャーズ エンタテインメント（ソニーグループ）
  - ソニー・ピクチャーズ モーション ピクチャー グループ
    - コロンビア ピクチャーズ
      - ゴースト・コープ

    - トライスター ピクチャーズ
    - スクリーン ジェムズ
    - ソニー・ピクチャーズ アニメーション
    - ソニー・ピクチャーズ クラシックス
- パラマウント・ピクチャーズ（バイアコムCBS）
  - MTVフィルムズ
  - ニコロデオン・ムービーズ
  - パラマウント・ヴァンテージ
  - リパブリック・ピクチャーズ
- ユニバーサル・ピクチャーズ（NBCユニバーサル）（コムキャスト）
  - イルミネーション・エンターテインメント
  - ドリームワークス・アニメーション
  - フォーカス・フィーチャーズ
  - ワーキング・タイトル・フィルムズ
- ワーナー・ブラザース・エンターテインメント（ワーナーメディア）（AT&T）
  - ワーナー・ブラザース・ピクチャーズ
    - ワーナー・アニメーション・グループ
    - ニュー・ライン・シネマ
    - DCフィルムズ
    - ワーナー・インディペンデント・ピクチャーズ
    - キャッスル・ロック・エンターテインメント
    - シルバー・ピクチャーズ
      - ダーク・キャッスル・エンターテインメント

- ライオンズゲート
  - サミット・エンターテインメント
  - マンデート・ピクチャーズ
  - ロードサイド・アトラクションズ
- アンブリン・パートナーズ
  - アンブリン・エンターテインメント
  - ドリームワークス
- メトロ・ゴールドウィン・メイヤー（MGMホールディングス）（Amazon）
  - アメリカン・インターナショナル・ピクチャーズ
  - オライオン・ピクチャーズ
  - ユナイテッド・アーティスツ
  - ユナイテッド・アーティスツ・リリーシング（アンナプルナ・ピクチャーズとの合弁会社）

- クレスト・アニメーション・プロダクションズ
- アーゴシー・ピクチャーズ
- IFCフィルムズ（レインボー・メディア）
- アサイラム
- アメリカン・ゾエトロープ
- アルコン・エンターテインメント（フェデックス）
- アンカーベイ・エンターテインメント（Starz）
- アンナプルナ・ピクチャーズ
- イレブンアーツ
- インフィニタム・ニヒル
- ウォルター・ウェンジャー・プロダクションズ
- ウォルデン・メディア
- オーバーチュア・フィルムズ（Starz）
- オッド・ロット・エンターテインメント
- キャピトル・フィルムズ
  - シンクフィルム
- グッドマシン
- グラウンドスウェル・プロダクションズ
- クルーズ/ワグナー・プロダクションズ
- コンソリデイテッド・ピクチャーズ・グループ（旧レオニダス・フィルムズ）
- ザ・サミュエル・ゴールドウィン・カンパニー
- ザ・フィルム・デパートメント
- サミュエル・ゴールドウィン・スタジオ
- サミュエル・ゴールドウィン・フィルムズ
- サミュエル・ゴールドウィン・プロダクションズ
- GKフィルムズ
- CBSフィルムズ（CBS傘下）
- C・V・ホイットニー・ピクチャーズ
- スタンリー・クレイマー・プロダクションズ
- スパイグラス・エンターテインメント（サーベラス・キャピタル・マネージメント）
- セルズニック・インターナショナル・ピクチャーズ
- デイヴィス・エンターテインメント
- トロマ・エンターテインメント
- ニュー・イメージ
  - ファースト・ルック・スタジオ
  - ミレニアム・フィルムズ
- ニューマーケット・フィルムズ（ニューマーケット・キャピタル・グループ）
- パーティシパント・メディア（旧パーティシパント・プロダクションズ）
- バジャック・プロダクションズ
- 1492ピクチャーズ
- プラチナム・デューンズ
- プランBエンターテインメント
- フリースタイル・リリーシング
- プロデューサーズ・リリーシング・コーポレーション
- マグノリア・ピクチャーズ（2929エンターテインメント）
  - マグネット
- ミラマックス（BeINメディア・グループ、パラマウント・グローバル)
- ミリッシュ・カンパニー
- モノグラム・ピクチャーズ
  - アライド・アーティスツ・ピクチャーズ・コーポレーション
- ヤーリ・フィルム・グループ（YFG）
- ライトストーム・エンターテインメント
- リバー・ロード・エンターテインメント（旧リバー・ロード・プロダクションズ）
- リージェンシー・プライゼス（旧エンバシー・インターナショナル・ピクチャーズ）
  - ニュー・リージェンシー・プロダクションズ
  - リージェンシー・ヴェンチャーズ
- リージェント・エンターテインメント
- レラティビティ・メディア
  - ローグ
- レイクショア・エンターテインメント
- レジェンダリー・ピクチャーズ
- レッドワゴン・エンターテインメント
- ワインスタイン・カンパニー
  - ディメンション・フィルムズ

## 日本
- 日本ヘラルド映画
- 松竹
- 東映
- KADOKAWA（ 角川大映スタジオ）
- 東宝
- 東宝東和
- アスミック・エース（JCOM）
- ギャガ（ティー ワイ リミテッド、キノシタ・マネージメント）
- 博報堂DYミュージック&ピクチャーズ（ショウゲート、博報堂DYメディアパートナーズ）
- 日活（日本テレビ放送網およびスカパーJSAT）
- アースゲート
- アートポート（旧松下プロモーション）
- アイエス・フィールド
- AOI Pro.（AOI TYO Holdings傘下）
- アクション
- アクセスエー
- アステア
- アップリンク
- アット エンタテインメント
- アニープラネット
- アニプレックス（ソニーグループ傘下）
- ティ・ジョイ（ティー ワイ リミテッド、東映）
  - アマゾンラテルナ
    - CJ Entertainment Japan
- アミューズ
  - アミューズソフトエンタテインメント（芸能プロダクション・アミューズ）
- 彩プロ
- アルゴ・ピクチャーズ（旧アルゴ・プロジェクト）
- エプコット（アルシネテラン）
- アルタミラピクチャーズ
- アルバトロス（アルバトロス・フィルム、旧ニューセレクト）
- アンプラグド
- イースト・プレス
- インターフィルム
- 太秦
- エイジアピクチャーズ
- エクセレントフィルム
- SDP（スターダストピクチャーズ）
- エイベックス・ピクチャーズ（エイベックス）
- エスパース・サロウ（新日本映画社）
- エスピーオー（フィールズ）
- エデン
- エレファントハウス
- オフィス北野
- オフィスクレッシェンド
- オフィス・シロウズ
- オフィス・リブラ
- オンリー・ハーツ
- カートエンターテイメント
- カエルカフェ
- カフェグルーヴ
- カルチュア・パブリッシャーズ（CCC）
- 紀伊國屋書店
- キノフィルムズ（木下グループ）
- キュリオスコープ
- キングレコード（講談社）
- クレストインターナショナル
- クロスメディア
- クロックワークス（双日）
- CREATIVE OFFICE CUE
- ケンメディア（不動産関連企業、ケン・コーポレーション）
- 国際放映（東宝） - テレビ番組製作が中心。
- コムストック・グループ
- ザジフィルムズ
- ジェイ・シネカノン（明通）
- シグロ
- シナジー・リレーションズ
- シネマ・ディスト
- シネムーブ
- ジョリー・ロジャー
- スープレックス
- スールキートス
- スターサンズ
- スタイルジャム
- スローラーナー
- セディックインターナショナル
- セテラ・インターナショナル
- 中央映画貿易
  - オデッサ・エンタテインメント
- ツイン
- デイズ
- デジタルサイト（レイ）
- デスティニー
- テレビマンユニオン
- 東京テアトル
- 東北新社
- トライストーン・エンタテイメント
- トランスフォーマー
- ナインマイルズ
- 日本出版販売
- 日本スカイウェイ
- ニューセレクト
- ネイキッド
- 熱帯美術館
- パイオニア映画シネマデスク社
- ハピネット（バンダイナムコ）
- パル企画
- パンドラ
- ビー・ビー・ビー
- ビーワイルド
- ピクニック
- ピクチャーズネットワーク
- ビターズ・エンド
- ファインフィルムズ
- ファントム・フィルム
- フィルムヴォイス（ワック）
- フェイス・トゥ・フェイス
- フォーカスピクチャーズ（フォーカスシステムズ）
- フニュウ
- フューズビジュアル（フューズ）
- プラネットエンターテイメント（旧プラネット）
- フランス映画社（Bowjapan）
- プレシディオ
- プレノンアッシュ
- ブロードウェイ
- ブロードメディア・スタジオ（ブロードメディア）
- ヘキサゴン
  - ヘキサゴン・ピクチャーズ
- ベンテンエンタテインメント（べんてんムービー）
- ポニーキャニオン（フジサンケイグループ）
- マジックアワー（MH、IMJエンタテインメントおよびエスピーオー）
- マクザム
- ミュージックシネマズジャパン
- ミラクルヴォイス
- ムヴィオラ
- メダリオンメディア
- モンスター☆ウルトラ
- 楽映舎
- 樂舎
- ユーロスペース
- ユナイテッドエンタテインメント
- UNITED PRODUCTIONS
- ライジングシネマ
- リクリ
- リトル・モア
- レイキフィルムズ
- レイドバック・コーポレイション
- レジェンド・ピクチャーズ
- グラッシィ
- ロックワークス
- ロボット（IMAGICA GROUP）
- ロングライド
- ワコー

## フランス
- アッヴェントゥーラ・フィルム
- SND（フランス語版）（グループM6）
- MK2
- ゴーモン
- JLGフィルム
- スタジオカナル（ヴィヴェンディ傘下）
- ディズニーネイチャー（ウォルト・ディズニー・ピクチャーズ）
- パテ（DMGTブロードキャスティング）
- フランコ・ロンドン・フィルム
- ペリフェリア
- ヨーロッパ・コープ（フロント・ライン）
- レ・フィルム・デュ・キャロッス
- レ・フィルム・デュ・ローザンジュ
- ワイルド・バンチ

## イギリス
- BBCフィルムズ（BBC）
- イーオン・プロダクションズ（ダンジャック）
- ゴーモン・ブリティッシュ
- フィルム4
- ブリティッシュ・ライオン・フィルムズ
- ヘイデイ・フィルムズ
- ライオンズゲートUK
- ロンドン・フィルムズ

## 韓国
- CJエンターテインメント（CJグループ）
  - シネマ・サービス
- ショーボックス（メディアプレックス）

## イタリア
- チネチッタ
- チェッキ・ゴーリ・グループ
- ティタヌス
- メドゥーサ・フィルム
- ラッキー・レッド

## オーストラリア
- ヴィレッジ・ロードショー・ピクチャーズ（ヴィレッジ・ロードショー）

## スイス
- ヴェガ・フィルム

## デンマーク
- ツェントローパ
- ニンブス・フィルム

## ブルガリア
- ニュー・ボヤナ・フィルム・スタジオ（ニュー・イメージ）

## 香港
- ゴールデン・ハーベスト
- ショウ・ブラザーズ
- メディア・アジア（メディア・アジア・グループ）
- チャイナ・スター
- ペガサス・エンターテイメント